# 2002年中国大陆
| 中国历史 / 中国历史年表 |
| 世紀： 20世纪中国 / 21世纪中国 / 22世纪中国 |
| 年代： 1970年代中国大陆 / 1980年代中国大陆 / 1990年代中国大陆 / 2000年代中国大陆 / 2010年代中国大陆 / 2020年代中国大陆 / 2030年代中国大陆                     |
| 年份： 1998年中国大陆 / 1999年中国大陆 / 2000年中国大陆 / 2001年中国大陆 / 2002年中国大陆 / 2003年中国大陆 / 2004年中国大陆 / 2005年中国大陆 / 2006年中国大陆 |
| 纪年： 壬午年（马年）、中华人民共和国成立53周年 |

## 黨和國家領導人

### 最高領導人
- 中國共產黨中央委員會總書記：江澤民→胡錦濤

### 國家元首
- 中華人民共和國主席：江澤民

### 政府首腦
- 中華人民共和國國務院總理：朱鎔基

## 大事記
- 1月1日，中国关闭模拟移动通信网络。
- 2月1日，中国颁发2001年度国家最高科学技术奖，授予王选、黄昆两名科学家。
- 2月6日，关闭了9年的中国驻阿富汗大使馆恢复办公。
- 2月17日，中国选手杨扬在盐湖城进行的第十九届冬奥会短道速滑女子500米决赛中，夺得了中国冬奥会历史上的第一枚金牌。
- 2月21日至2月22日，美国总统乔治·沃克·布什访华。
- 2月23日，清华大学电机系学生刘海洋因先后数次用浓硫酸和氢氧化钠烧伤北京动物园熊山的三只黑熊被刑事拘留。
- 2月26日，陈良宇当选上海市人民政府市长。
- 2月28日，董建华连任香港特别行政区行政长官。
- 3月17日，龚建平被北京市公安局宣武分局拘留。
- 3月25日晚10时15分，“神舟三号”飞船在甘肃酒泉卫星发射中心成功升空。4月1日16时51分，在内蒙古成功返回着陆。
- 4月9日，中国联通CDMA网络开始正式运营。
- 4月12日，博鳌亚洲论坛首届年会在海南博鳌举行。
- 4月15日，中国国际航空129号班机在韩国釜山金海机场附近坠毁，机上共有155名旅客和11名机组成员，其中128人遇难，结束了中国国际航空公司自1988年改组以来的安全飞行记录。
- 5月7日，中国北方航空6136号班机在大连周水子国际机场附近坠海，机上共有乘客103人和机组人员9人全部遇难。
- 5月8日，5名朝鲜北逃人士企图闯入日本驻沈阳领事馆，被中国武警阻拦，引发中日外交冲突。
- 6月16日，北京市海淀区蓝极速网吧发生纵火案，导致25人死亡。
- 6月20日，黑龙江鸡西矿业集团城子河煤矿发生特大瓦斯爆炸事故，造成115人死亡。
- 7月7日，江苏连云港市西南城郊约7公里海州区双龙村花园路建筑工地上发现一座西汉晚期古墓，墓葬还出土一具保存完好的女性溼尸，尸身皮肤基本完好，仍保有弹性和韧性，神经和内脏器官保存基本完整，并出土文物器件80余。
- 7月13日，北京市朝阳区凯迪克大酒店发生未成年人玩火引起的火灾，造成2名香港人、1名韩国人遇难[1]。
- 7月24日，艺人刘晓庆因逃税案，被北京市人民检察院逮捕。
- 8月7日，北京大学山鹰社登山队5名队员在攀登岗彭庆峰（希夏邦马西峰）顶峰的过程中遭遇雪崩，5人全部遇难。
- 8月9日至16日——著名已故物理學家霍金到訪中國杭州，在浙江大学演讲，又到了西湖游览和逛了河坊街[2][3]。
- 8月12日，2002式机动车号牌在北京、天津、杭州和深圳四城试点，后因“技术问题”暂停发放。
- 8月20日，第24届国际数学家大会在北京开幕。
- 9月14日，南京汤山发生特大投毒案，导致400中毒，其中42人先后死亡。
- 9月19日，歌手高枫在北京去世。
- 9月28日，“龙芯”1号CPU在中国科学院研制成功。
- 10月11日，联合国安理会通过决议将东突厥斯坦伊斯兰运动列入恐怖主义组织和个人名单。
- 10月22日至10月25日，中国共产党中央委员会总书记江泽民访美。
- 10月22日，新华社发布消息称，中共中央决定：刘淇任中共北京市委书记，陈良宇任中共上海市委书记，黄镇东任中共重庆市委书记。贾庆林、黄菊调任中央。
- 10月30日，上海黄金交易所开始运行。
- 11月8日，中國共產黨第十六次全國代表大會在北京举行。
- 11月14日，中共十六大通过了关于《中国共产党章程（修正案）》的决议，“三个代表”被载入中共纲领。
- 11月15日，胡锦涛当选中国共产党中央委员会总书记，江泽民留任中国共产党中央军事委员会主席。
- 11月16日，全球首例非典出现在广东佛山。
- 12月1日至12月3日，俄罗斯总统普京访华。
- 12月3日，中国上海获得2010年世界博览会举办权。
- 12月29日，酒泉卫星发射中心成功发射神舟四号飞船，进行－无人状态下全面考核的一次飞行试验。
- 12月31日，中國儲油量最大、由中美合營的蓬莱19-3油田第一期投產。